# Sellnickochthonius zelawaiensis
Sellnickochthonius zelawaiensis är en kvalsterart som först beskrevs av Sellnick 1928.  Sellnickochthonius zelawaiensis ingår i släktet Sellnickochthonius och familjen Brachychthoniidae. Inga underarter finns listade i Catalogue of Life.